# 布莱沃
布莱沃（法語：Blèves，法語發音：[blɛv]）是法国萨尔特省的一个市镇，属于马梅尔斯区。

## 地理
布莱沃（48°27'27"N, 0°20'50"E）面积2.04 平方千米，位于法国卢瓦尔河地区大区萨尔特省，该省份为法国西北部内陆省份，北起顺时针与奥恩省、厄尔-卢瓦省、卢瓦-谢尔省、安德尔-卢瓦尔省、曼恩-卢瓦尔省和马耶讷省接壤，是法国大西部的入口，连接卢瓦尔河谷、布列塔尼和巴黎盆地。
与布莱沃接壤的市镇（或旧市镇、城区）包括：巴维尔。

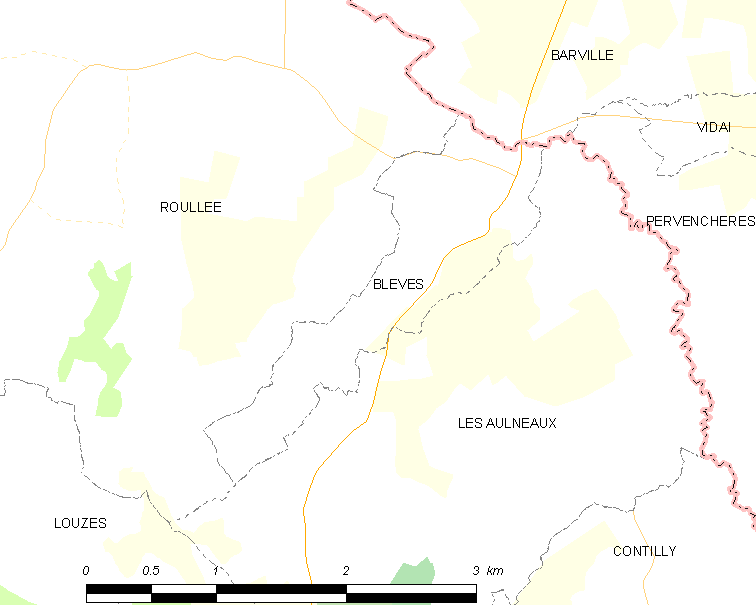
布莱沃的OSM定位图

布莱沃的时区为UTC+01:00、UTC+02:00（夏令时）。

## 行政
布莱沃的邮政编码为72600，INSEE市镇编码为72037。

## 政治
布莱沃所属的省级选区为马梅尔斯县。

## 人口

1962-2008年间布莱沃人口变化图示

布莱沃于2022年1月1日时的人口数量为129人。